# Saint-Maurice (Basso Reno)
Saint-Maurice è un comune francese di 387 abitanti situato nel dipartimento del Basso Reno nella regione del Grand Est.

## Società

### Evoluzione demografica
Abitanti censiti